# 苦胡桃科
苦胡桃科也叫脱皮树科或三叶脱皮树科，包括27属约85种，主要生长在非洲和美洲的热带和亚热带区域，以及澳大利亚、新喀里多尼亚和马达加斯加岛。 
1981年的克朗奎斯特分类法和1998年根据基因亲缘关系分类的APG 分类法都将其列在大戟科下作为苦木亚科 （Oldfieldioideae），2003年根据基因亲缘关系分类的APG II 分类法认为应该单独分出一个科，列在金虎尾目。